# Liste des espaces géographiques partagés entre plusieurs États
Cette liste des espaces géographiques partagés entre plusieurs États, non exhaustive, décrit la situation de facto sur le terrain, nonobstant les revendications et les statuts de jure ou en négociation.

## Archipels et régions naturelles
Les îles partagées sont dans la liste des îles divisées par une frontière internationale.
- Amazonie : Bolivie, Brésil, Colombie, Équateur, Pérou et Venezuela.
- Archipel des Comores : Union des Comores* et France (Mayotte)
- Archipel des Salomon : Papouasie-Nouvelle-Guinée (île Bougainville) et Salomon (le reste)
- Archipel de Samoa : Samoa occidentales et États-Unis
- Archipel des Vierges : États-Unis et Royaume-Uni
- Gran Chaco : Argentine, Bolivie, Brésil et Paraguay
- Dzoungarie : Chine (Sinkiang) et Kazakhstan
- Ferghana : Ouzbékistan, Kirghizistan et Tadjikistan
- Guinée : Gambie, Sénégal, Guinée-Bissau, Guinée-Conakry, Sierra-Leone, Libéria, Côte-d'Ivoire, Ghana, Togo, Bénin, Nigéria, Cameroun, Guinée-Équatoriale et Gabon
- Guyane : Brésil, Venezuela, Guyana, Suriname et France (Guyane française)
- Maghreb (« occident » en arabe, espace définissant ce qui se trouve à l'Ouest de la Libye) : Algérie, Maroc, Mauritanie et Tunisie
- Mésopotamie (espace situé entre les fleuves Euphrate et Tigre) : Irak, Syrie et Turquie
- Micronésie : Kiribati, États fédérés de Micronésie, États-Unis, îles Marshall et Nauru
- Patagonie : Argentine et Chili
- Péninsule arabique : Arabie saoudite, Bahreïn, Émirats arabes unis, Koweït, Oman, Qatar et Yémen
- Péninsule balkanique : Albanie, Bosnie-Herzégovine, Bulgarie, Croatie, Grèce, Kosovo, Macédoine du Nord, Monténégro, Roumanie, Serbie et Turquie
- Péninsule coréenne : Corée du Nord et Corée du Sud
- Péninsule ibérique : Andorre, Espagne, Royaume-Uni (Gibraltar) et Portugal
- Péninsule indochinoise : Birmanie, Laos, Thaïlande, Cambodge et Vietnam
- Péninsule istrienne : Italie, Slovénie et Croatie
- Péninsule italique : Italie, Saint-Marin et Vatican
- Péninsule malaise : Thaïlande, Malaisie péninsulaire et Singapour
- Péninsule scandinave : Norvège et Suède
- Sahara : Algérie, Égypte, Libye, Mali, Maroc, Mauritanie, Niger, Soudan, Tchad et Tunisie
- Sahel africain : Bénin, Burkina-Faso, Cameroun, République centrafricaine, Côte d'Ivoire, Gambie, Ghana, Mali, Mauritanie, Niger, Nigéria, Sénégal, Soudan, Tchad et Togo.

## Régions historiques et culturelles
- Adamaoua : Nigéria et Cameroun
- Angkor : Cambodge, Laos, Thaïlande, et Vietnam
- Arménie : Arménie moderne, Azerbaïdjan, Iran et Turquie
- Azerbaïdjan : Azerbaïdjan moderne et Iran
- Baloutchistan : Iran et Pakistan
- Banat : Hongrie, Roumanie et Serbie
- Pays basque : Espagne et France
- Bengale : Bangladesh et Inde
- Bessarabie : Moldavie et Ukraine (Boudjak)
- Brabant : Pays-Bas et Belgique
- Bucovine : Roumanie et Ukraine
- Cachemire : Inde, Chine et Pakistan
- Californie : Mexique (péninsule de Californie) et États-Unis (État du même nom)
- Carélie : Finlande et Russie
- Catalogne : Espagne et France
- Chine : Chine populaire* et Taïwan*
- Congolie : Angola, Cabinda, Congo-Brazzaville, Congo-Kinshasa et Gabon
- Crisanie : Hongrie (Körösvidék) et Roumanie (Crișana)
- Dobroudja : Bulgarie et Roumanie
- Épire : Albanie et Grèce
- Flandre : France, Belgique et Pays-Bas
- Frise : Allemagne et Pays-Bas
- Galicie : Pologne et Ukraine
- Gao-Songhaï : Gambie, Sénégal, Guinée, Mauritanie, Mali, Burkina-Faso, Niger et Nigéria
- Ghana : Mali, Mauritanie, Burkina-Faso et Ghana moderne
- Kurdistan : Irak, Iran, Syrie et Turquie
- Laponie : Suède, Norvège, Finlande et Russie
- Limbourg : Belgique, Pays-Bas et Allemagne
- Livonie : Estonie et Lituanie
- Lounda : Angola, Congo-Kinshasa et Zambie
- Luxembourg : Grand-Duché du Luxembourg, Belgique, France et Allemagne
- Macédoine : Grèce, Macédoine du Nord, Bulgarie et Albanie
- Malie : Gambie, Sénégal, Guinée, Mauritanie, Mali moderne et Burkina-Faso.
- Marmatie : Roumanie (Maramureș) et Ukraine (Ruthénie subcarpathique)
- Pays masaï : Kenya et Tanzanie
- Moldavie : Roumanie, Moldavie moderne et Ukraine
- Grande Mongolie : Chine populaire (Mongolie-Intérieure), Mongolie et Russie (Bouriatie)
- Monomotapa : Afrique du Sud, Mozambique et Zimbabwe
- Nubie : Égypte et Soudan
- Ossétie : Géorgie (Ossétie du Sud) et Russie (Ossétie du Nord)
- Palestine : Israël et Autorité palestinienne
- Pathanistan : Afghanistan et Pakistan
- Pendjab : Inde et Pakistan
- Podolie : Moldavie (Transnistrie) et Ukraine
- Polésie : Pologne, Biélorussie et Ukraine
- Poméranie : Allemagne et Pologne
- Prusse-Orientale : Pologne et Russie
- Scandinavie : Danemark, Norvège et Suède
- Schleswig : Allemagne et Danemark
- Siam : Cambodge, Laos, Malaisie péninsulaire et Thaïlande
- Silésie : Pologne, République tchèque et Allemagne
- Pays somali : Éthiopie, Djibouti, Somaliland et Somalie
- Styrie : Autriche et Slovénie
- Tahuantinsuyu (dit « empire inca ») : Colombie, Équateur, Pérou, Bolivie, Chili et Argentine
- Thrace : Bulgarie, Grèce et Turquie
- Tibet : Bhoutan, Chine (Xizang, Qinghai, Sichuan), Inde (Ladakh, Zanskar, Arunachal Pradesh) et Népal
- Turkestan : Kazakhstan, Turkménistan, Ouzbékistan, Tadjikistan, Afghanistan, Kirghizistan, Russie (Altaï) et Chine (Sinkiang)
- Tyrol : Autriche et Italie
- Volhynie : Biélorussie et Ukraine.